# Hieracium terekianum
Hieracium terekianum là một loài thực vật có hoa trong họ Cúc. Loài này được (Litv. & Zahn) Üksip ex V.J.Nikolajev mô tả khoa học đầu tiên năm 1990.